# Clytospiza monteiri
La estrilda parda (Clytospiza monteiri) es una especie de ave paseriforme de la familia Estrildidae propia del África subsahariana. Es la única especie del género Clytospiza.

## Distribución y hábitat

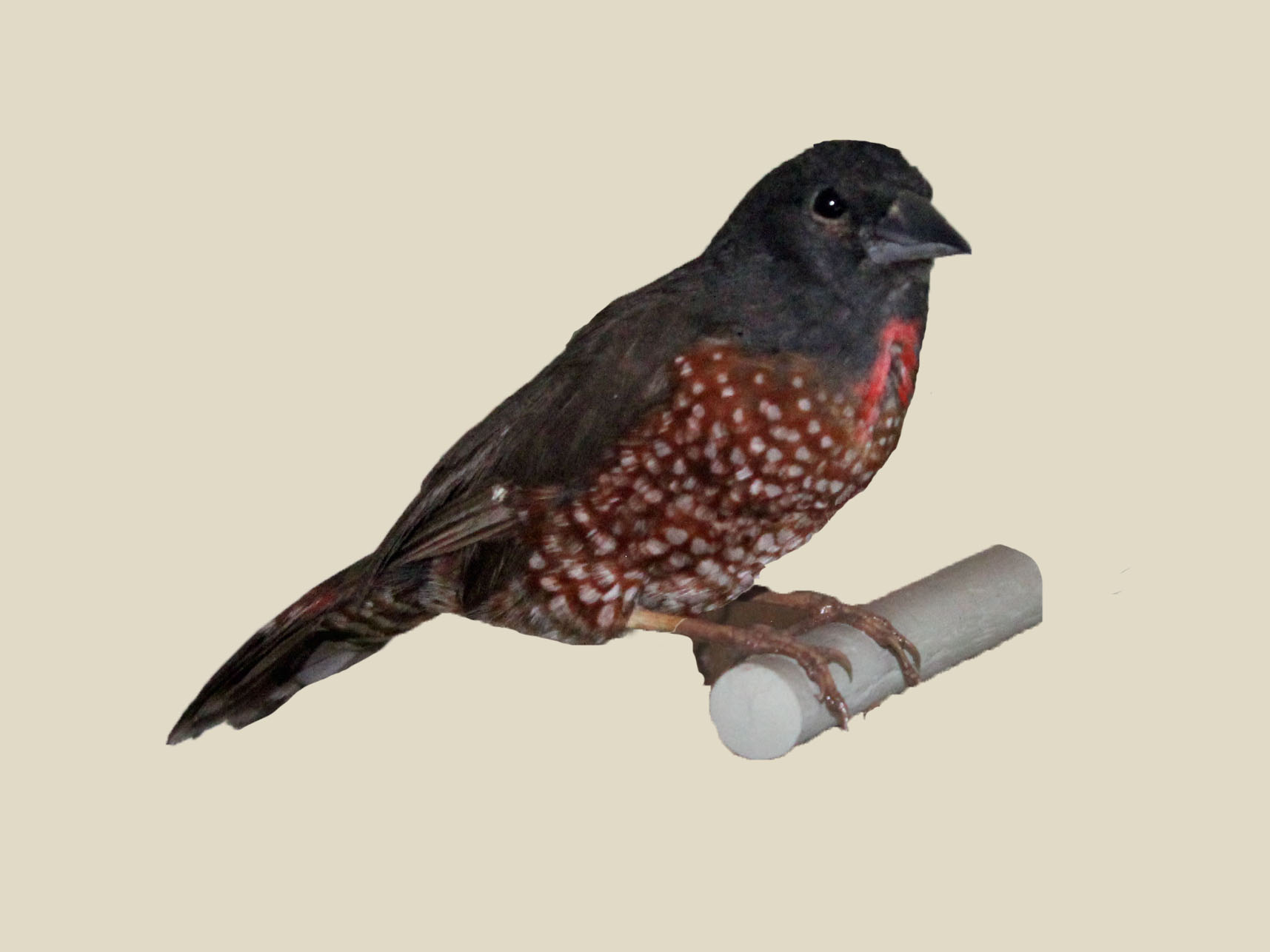
Ejemplar disecado.

Se extiende principalmente por África central, por un área de unos 1.200.000 km². La UICN los clasifica como especie bajo preocupación menor.
El hábitat de la estrilda parda son los humedales arbolados y arbustivos, con presencia de claros de tamaño variable. Se ha se han beneficiado antropización de algunas áreas, ya que coloniza los bosques tras las talas y se ha introducido las áreas cultivadas y las zonas periféricas ajardinadas de las ciudades.